# Magnolia gigantifolia
Magnolia gigantifolia är en magnoliaväxtart som först beskrevs av Friedrich Anton Wilhelm Miquel, och fick sitt nu gällande namn av Hans Peter Nooteboom. Magnolia gigantifolia ingår i släktet Magnolia och familjen magnoliaväxter. Inga underarter finns listade i Catalogue of Life.